# Antoni Berezowski

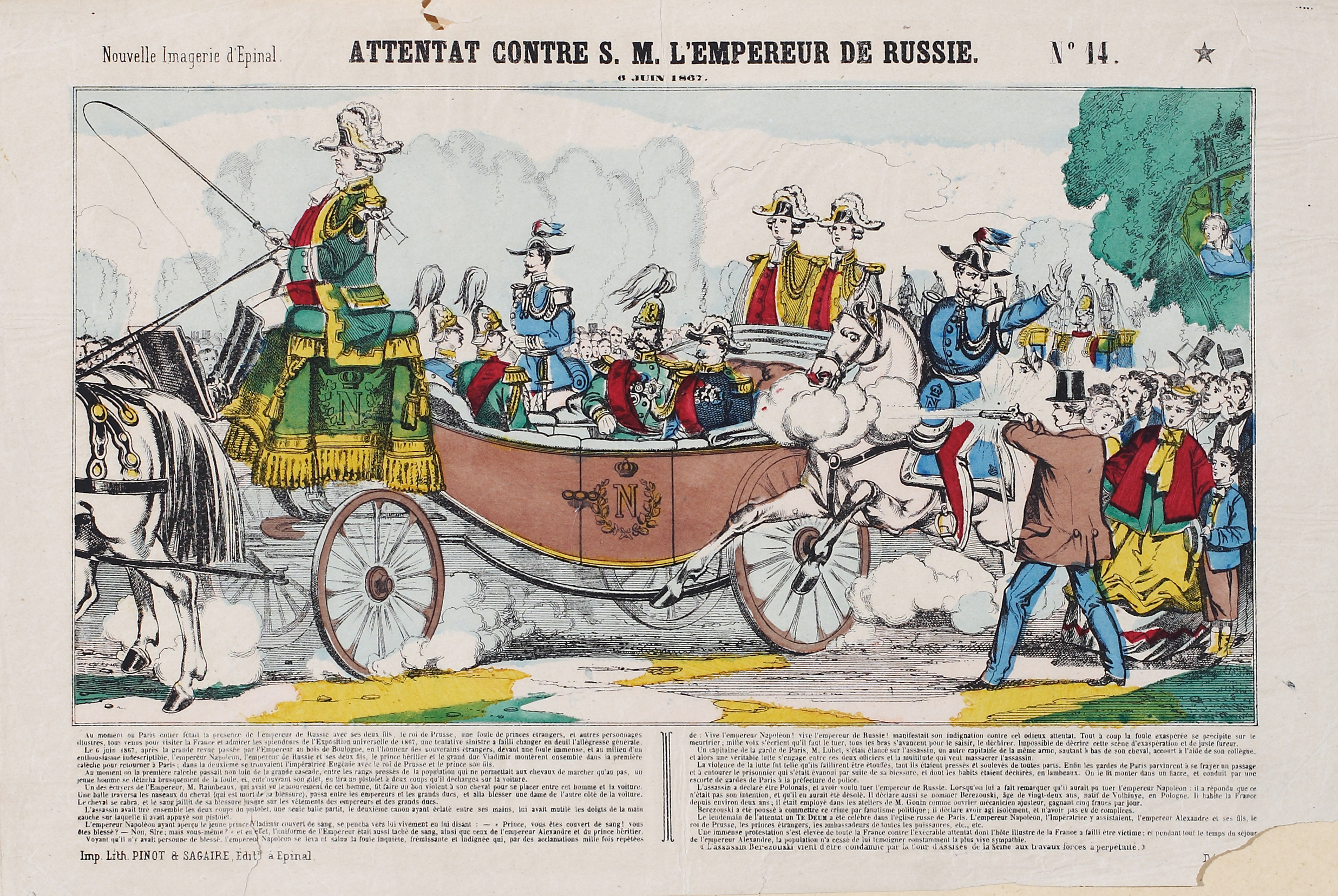
Grafika przedstawiająca zamach Antoniego Berezowskiego na cesarza Aleksandra II w Paryżu (1867)

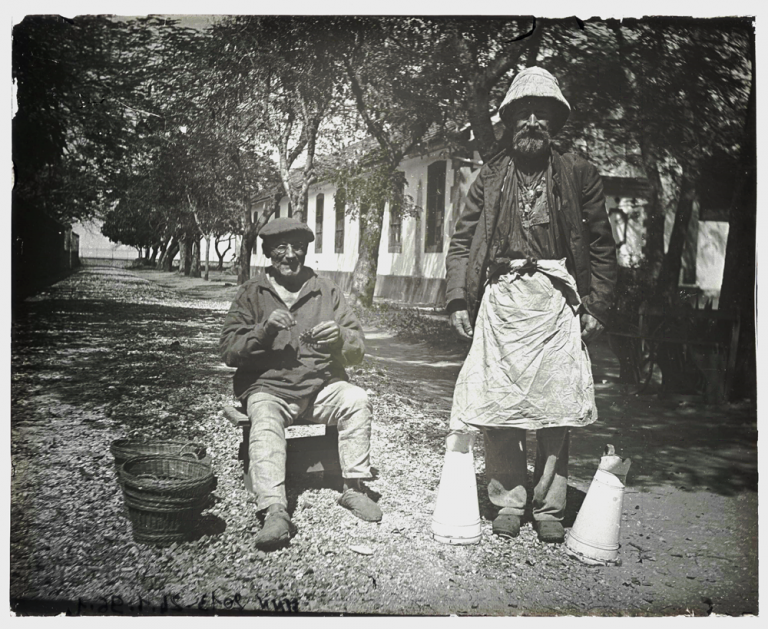
Antoni Berezowski w Bourail (1913)

Antoni Berezowski (ur. 9 maja 1847 w Awratyniu koło Żytomierza, zm. około 22 października 1916 (lub około 1917) w Bourail na Nowej Kaledonii) – polski szlachcic, powstaniec styczniowy, wykonawca nieudanego zamachu na cesarza Aleksandra II 6 czerwca 1867 w Paryżu.

## Młodość
Syn szlachcica z rodziny Berezowskich – współwłaścicieli Awratynia w powiecie żytomierskim, nauczyciela fortepianu, Józefa Berezowskiego i Kamili z domu Rygniewicz. W młodości Antoni Berezowski pracował w fabryce, mając 16 lat, wbrew woli ojca, wziął udział w powstaniu styczniowym jako żołnierz pułku jazdy wołyńskiej u pułkownika Ruszczewskiego. Po upadku powstania wyemigrował i od 1865 mieszkał w Paryżu, pracując tam jako ślusarz w warsztatach Kolei Północnej gdzie wcześniej znalazł zatrudnienie jego dowódca z powstania Ruszczewski.

## Zamach
Cesarz Aleksander II przyjechał do Paryża 1 czerwca 1867 na światową wystawę gospodarczą. Berezowski, obecny na dworcu kolejowym w czasie powitania cesarza, podjął wtedy zamiar zastrzelenia Aleksandra. 5 czerwca zakupił za 5 franków dwulufowy pistolet, a 6 czerwca udał się w rejon hipodromu Longchamp w Lasku Bulońskim, którędy z parady wojskowej wracał cesarz z dwoma swoimi synami Włodzimierzem Aleksandrowiczem i Aleksandrem Aleksandrowiczem (późniejszym cesarzem Aleksandrem III) oraz władcą francuskim Napoleonem III. Około godziny 17:00 Berezowski oddał strzał, jednak zmodyfikowany przez niego pistolet eksplodował przy wystrzale i jedna kula trafiła w konia jednego z ochraniających imperatora żołnierzy, a druga eksplodowała w pistolecie, raniąc również samego Berezowskiego. Tłum widzów pochwycił zamachowca.

## Sąd
15 lipca 1867 odbyła się rozprawa sądowa. Berezowski oświadczył, że wykonał zamach bez wpływu innych osób lub organizacji, a motywowała go chęć walki o niepodległą Polskę i ukarania sprawcy cierpień narodu polskiego po powstaniu styczniowym. Wyraził też żal, że musiał dokonać zamachu w bliskiej Polsce Francji, narażając tym interesy francuskie. Ława przysięgłych departamentu Sekwany uznała te okoliczności za łagodzące i skazała oskarżonego na dożywotnie ciężkie roboty na Nowej Kaledonii.

## Katorga i zesłanie
Antoni Berezowski został najpierw wywieziony do Tulonu, następnie 24 października 1867 opuścił Europę. 8 maja 1868 próbował uciec w Numei. Dostał się do portu w mieście, ale spóźnił się na statek płynący do Australii. Po dwóch dniach został odnaleziony. W 1886 oznajmiono mu o zamianie katorgi na dożywotnie zesłanie. Otrzymał działkę o powierzchni 5 hektarów. Do końca życia pozostał na Nowej Kaledonii, mieszkając w miasteczku Bourail. Podtrzymywali z nim kontakt listowny Hieronim Ruszczewski, Seweryn Elżanowski i Józef Gałęzowski – kierownik biura w Credit Foncier de France.
Zmarł 22 października 1916 o godzinie 10:30 w szpitalu Marais na wyspie Nou.
Sporna jest (była) data śmierci Berezowskiego: według niektórych przekazów zmarł on około 22 października 1916, natomiast podług twierdzenia Rafała Roga w pracy pod tytułem: Polscy królobójcy powstaniec zmarł prawdopodobnie około 1917. Tę drugą datę roczną śmierci Berezowskiego podaje Jerzy Besala w swojej książce pod tytułem Tajemnice historii Polski.

## Berezowski w literaturze
Życie Antoniego Berezowskiego było kanwą powieści Jana Józefa Szczepańskiego pod tytułem Ikar z 1966 i jej kontynuacji pod tytułem Wyspa z 1968.